# Walter Brosius
Walter Brosius (* 9. Oktober 1902 in Hamburg; † 22. Dezember 1973 ebenda) war ein deutscher Politiker (FDP).

## Leben und Beruf
Brosius war Kaufmann von Beruf. In der Zeit des Nationalsozialismus schloss er sich der als Verein der Hafenfreunde getarnten liberalen Widerstandsgruppe um Friedrich Ablass an, die sich später als Gruppe Freies Hamburg bezeichnete.

## Partei
Brosius gehörte im September 1945 zu den Mitbegründern der Partei Freier Demokraten, die später zum Hamburger Landesverband der FDP wurde. Im Dezember 1949 beteiligte er sich an der Gründung des Demokratischen Zirkels, in dem sich der linke Flügel der Hamburger FDP traf.

## Abgeordneter
Bei der Wahl zur Hamburgischen Bürgerschaft 1949 wurde er im Wahlkreis Hoheluft-West in das Parlament, dem er dann bis 1957 angehörte, gewählt. Gleichzeitig war er auch Mitglied der Bezirksversammlung Eimsbüttel, der er später von 1961 bis 1970 erneut angehörte.
| Personendaten    | Personendaten                   |
| ---------------- | ------------------------------- |
| NAME             | Brosius, Walter                 |
| KURZBESCHREIBUNG | deutscher Politiker (FDP), MdHB |
| GEBURTSDATUM     | 9. Oktober 1902                 |
| GEBURTSORT       | Hamburg                         |
| STERBEDATUM      | 22. Dezember 1973               |
| STERBEORT        | Hamburg                         |